# Nationalsozialistischer Reichsbund für Leibesübungen

O Nationalsozialistischer Reichsbund für Leibesübungen (NSRL) (em português: Liga do Reich Nacional-Socialista para Exercícios Físicos), conhecido como Deutscher Reichsbund für Leibesübungen (DRL) até 1938, foi a organização de cúpula de esportes durante o Terceiro Reich.